# Nampeyo
 Nampeyo (1860?–1942) var en krukmakare från Hopifolket. Olika källor hävdar antingen 1859 eller 1860 som Nampeyos födelsedag. Hon föddes vid Hano Pueblo som huvudsakligen utgörs av efterkommande till Tewastammen som flydde västerut till Hopi-indianernas land efter Pueblorevolten år 1680. Hennes mamma Ootca-ka-o var Tewaindian och hennes far Qots-vema var Hopi-indian.
Hopifolket gör keramik målad i vackra mönster och Nampeyo ansågs efterhand vara en av de allra bästa hopikrukmakarna. Nampeyo lärde sig sitt yrke från sin farmor.

## Eftermäle
Nedslagskratern Nampeyo på planeten Merkurius är uppkallad efter henne.